# Rosalba digna
Rosalba digna är en skalbaggsart som först beskrevs av Julius Melzer 1934.  Rosalba digna ingår i släktet Rosalba och familjen långhorningar.
Artens utbredningsområde är Paraguay. Inga underarter finns listade i Catalogue of Life.